# Medway River (vattendrag i Australien)
Medway River är ett vattendrag i Australien. Det ligger i delstaten Tasmanien, i den sydöstra delen av landet, omkring 200 kilometer nordväst om delstatshuvudstaden Hobart.
I omgivningarna runt Medway River växer i huvudsak städsegrön lövskog. Runt Medway River är det mycket glesbefolkat, med 2 invånare per kvadratkilometer. Genomsnittlig årsnederbörd är 2 426 millimeter. Den regnigaste månaden är augusti, med i genomsnitt 307 mm nederbörd, och den torraste är februari, med 103 mm nederbörd.